# Сарматский ярус
Сарма́тский я́рус (сармат) — региональный геологический ярус в шкале Восточного Паратетиса, восьмой ярус неогеновой системы. Расположен над конкским ярусом и под мэотическим ярусом. Сопоставляется с верхней частью серравальского яруса и нижней частью тортонского яруса миоцена в Международной стратиграфической шкале.

## Генезис
На юге Западной Европы отложениям сарматского яруса соответствует мессинский ярус. Последний формировался в промежутке 7,246 — 5,333 миллионов лет назад. Ниже его залегают осадки конкского яруса, выше— мэотического яруса или плиоцена. Название происходит от названия древнего племени сарматов и страны, которую они населяли — Сарматия.  
Подразделяется на 3 подъяруса: нижний (волынский), средний (бессарабский) и верхний (херсонский). Впервые термин «сарматский ярус» был использован в 1866 году  австрийским геологом Эдуардом Зюссом  на основании данных русского геолога Николая Павловича Барбот де Марни. 
До этого, в 1847 году, аналогические осадки выделены в Венском бассейне австрийским геологом Морицем Гёрнесом под названием «церитовых слоёв». 
Сарматский ярус представлен морскими и континентальными отложениями — известняками (преимущественно раковинными), глинами, песками и песчаниками. Отложения этого яруса распространены на юге Европейской части России и Центральной Европы.
Сарматские отложения по сравнению с другими осадками миоценовых морей имеют наиболее широкое распространение и наибольшую мощность. Возраст пород сарматского яруса надежно датирован содержащейся в них фауной моллюсков.
| Цимлянское городище. Песчаники сармата Ископаемые раковины сарматского яруса Potamides disjuncta |